# Соколки
Соколки́ (рос. Соколки) — село (у минулому присілок) у складі Білокатайського району Башкортостану, Росія. Входить до складу Новобілокатайської сільської ради.
Населення — 256 осіб (2010; 302 у 2002).
Національний склад:
- росіяни — 95 %